# Héctor Costa
Héctor José Costa Massironi (ur. 30 lipca 1929 w Montevideo, zm. 23 maja 2010) – urugwajski koszykarz, dwukrotny brązowy medalista olimpijski z Helsinek i Melbourne.
Costa brał udział w trzech olimpiadach – w 1952, 1956 i 1960 roku. Na igrzyskach w Helsinkach (gdzie jego reprezentacja zajęła trzecie miejsce) wystąpił w sześciu meczach, zdobywając 33 punkty. Na następnej olimpiadzie w Melbourne zdobył brązowy medal. Na tej imprezie wystąpił w ośmiu meczach, zdobywając 84 punkty (drugi najlepiej punktujący zawodnik ekipy urugwajskiej), jednak na igrzyskach w Rzymie jego reprezentacja zajęła dopiero ósme miejsce; na tychże igrzyskach reprezentował swój kraj w ośmiu meczach, zdobywając 55 punktów.
Costa uczestniczył także w Mistrzostwach Świata w koszykówce w 1954 roku, gdzie razem z drużyną zajął 6. miejsce. Zagrawszy w ośmiu meczach, Costa zdobył 49 punktów. Ponadto zanotował 29 fauli.